# جون تانر (لاعب كرة قدم أمريكية)
جون تانر (بالإنجليزية: John Tanner)‏ هو لاعب كرة قدم أمريكية أمريكي، ولد في 3 ديسمبر 1897 في أوينسبورو في الولايات المتحدة، وتوفي في 23 ديسمبر 1976.

## وصلات خارجية
- جون تانر على موقع مرجع كرة القدم المحترفة.كوم (الإنجليزية)